# Primäre Lateralsklerose
Die Primäre Lateralsklerose (PLS) ist eine sehr seltene, zu den Motoneuron-Krankheiten gehörende neurodegenerative Erkrankung  mit den Hauptmerkmalen einer zunehmenden Muskelschwäche der Skelettmuskeln.
Es ist nur das obere Motoneuron betroffen.
Bei Manifestation bereits im Kindesalter kann es sich um die Juvenile Primäre Lateralsklerose handeln.

## Verbreitung
Die Häufigkeit dürfte bei etwa unter 1 zu 1.000.000 liegen, die Ursachen sind bislang nicht geklärt. Das mittlere Alter bei Krankheitsmanifestation liegt bei 55 Jahren.
Bei einigen Patienten wurden Mutationen im Chromosom 4 Genort p16 gefunden mit autosomal-dominantem Erbgang.

## Klinische Erscheinungen
Klinische Kriterien sind:
- Manifestation nach dem 5. Lebensjahrzehnt, Krankheitsdauer über mehrere Jahre,  mindestens 3 Jahre (nach Pringle), 5 Jahre (nach Stark)[4]
- Allmählich fortschreitende, häufig asymmetrische Spastik meist der unteren Extremitäten, mitunter aber auch der Zunge oder der Hände.
- Störung des Gleichgewichtssinnes, Schluckstörungen
- Hyperreflexie mit positivem Babinski-Reflex

## Differentialdiagnose
Abzugrenzen sind:
- Amyotrophe Lateralsklerose
- Niedrig-maligne Astrozytome
- Dejerine-Thomas-Syndrom
- Glioblastoma multiforme
- Hereditäre Formen der Spastischen Paraplegie (HSP)
- Linamarin-Vergiftung (Konzo)
- Lathyrismus
- Lyme-Borreliose
- Meningiome
- Multiple Sklerose
- Multiple Systematrophie
- Neurosyphilis
- Oligodendrogliom
- Progressive multifokale Leukoenzephalopathie
- Spinozerebelläre Ataxie
- Spondylosis deformans der Halswirbelsäule
- Tumore des Rückenmarkes